# Mount Booth
Mount Booth är ett berg i Antarktis. Det ligger i Östantarktis. Nya Zeeland gör anspråk på området. Toppen på Mount Booth är 1 575 meter över havet, eller 876 meter över den omgivande terrängen. Bredden vid basen är 4,2 km. Mount Booth ingår i Olympus Range.
Terrängen runt Mount Booth är bergig söderut, men norrut är den kuperad. Trakten är obefolkad. Det finns inga samhällen i närheten.